# Ermita de Sant Vicent Ferrer de Borriol
L'ermita de Sant Vicent Ferrer és un temple religiós situat a Borriol, a la comarca de la Plana Alta (País Valencià). És un lloc de culte declarat de manera genèrica Bé de Rellevància Local, en la categoria de Monument d'interès local, segons la Disposició Addicional Cinquena de la Llei 5/2007, de 9 de febrer, de la Generalitat, de modificació de la Llei 4/1998, d'11 de juny, del Patrimoni Cultural Valencià (DOCV Núm. 5.449 / 13/02/2007), amb codi autonòmic 12.05.031-002.

## Descripció
L'ermita es troba als afores del municipi, a uns dos quilòmetres del nucli urbà, al costat de la carreta que porta a La Pobla Tornesa; i se situa en una plaça que està decorada amb bancs, arbres i una gran creu de pedra.
Se suposa que el lloc triat per a la construcció de l'ermita i la seua advocación estan relacionats amb el fet que el dominic Vicent Ferrer prediqués el 14 d'abril de 1410 en aquest mateix lloc.
La construcció de l'ermita es va començar al segle xvii, en 1667 i ja es va dur a terme una reforma en 1730, conservant-se l'edifici en perfectes condicions en l'actualitat.
El temple es complementa amb la casa de l'ermità que va ser construïda més tard, adossant-la a l'ermita i edificant-la sobre un porxo obert de dos grans arcs de mig punt, que presenta poyo corregut.
Externament la façana de l'ermita està blanquejada gairebé íntegrament, encara que queden a la vista, igual que ocorre amb la resta de l'edifici, els carreus utilitzats, juntament amb la maçoneria, per a la construcció de l'ermita, en concret per al reforç de cantonades i obertures. El sostre presenta teules i disposició a dues aigües, existint dues teulades independents, la de l'ermita i la capçalera d'aquesta (que és rectangular), i la de la casa de l'ermità.
La façana presenta forma rectangular rematada amb una espadanya construïda seguint les pautes del barroc, que disposa d'una sola campana. La porta d'accés al temple, també rectangular, situada en l'eix de simetria, és de llinda i a banda i banda té sengles finestres rectangulars també amb llinda.

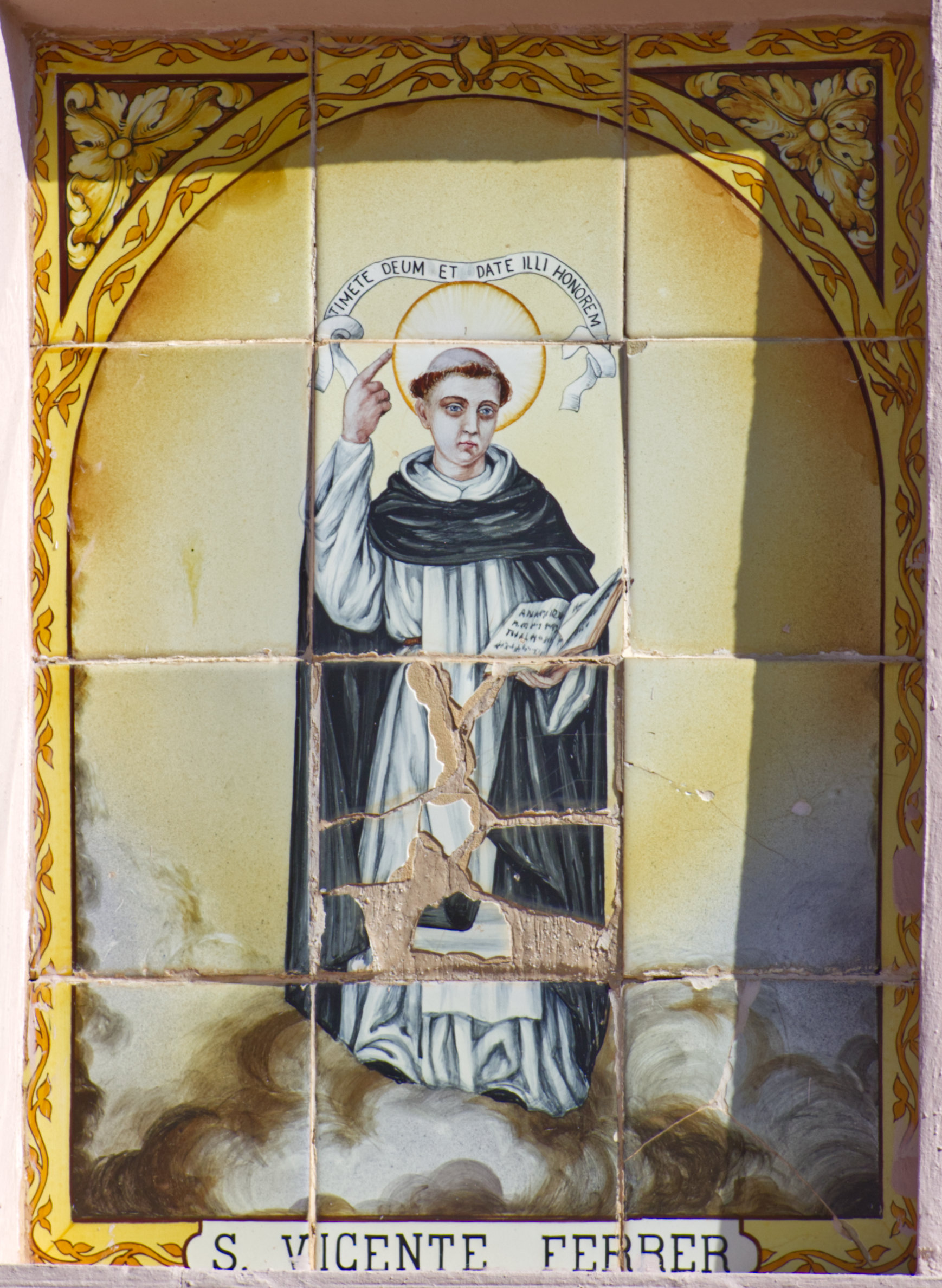
Panell ceràmic amb la imatge de Sant Vicent Ferrer

Sobre la porta i a diferents nivells poden observar-se, primer un panell ceràmic amb la imatge del sant de la advocación de l'ermita, Sant Vicent Ferrer, emmarcat en carreus i datat en 1667. I per damunt una altra finestra rectangular totalment envoltada de carreus.
Respecte a l'interior, presenta planta de nau única, de 13 metres de llarg per 6 d'amplaria, que presenta tres crugies. No existeixen capelles laterals encara que sí cor alt als peus de la planta. En l'altar, com a curiositat es conserva la pedra en la qual se suposa el sant Vicente Ferrer va pujar per fer la seua predicació en 1410. Perquè aquesta pedra pugui observar-se des de l'exterior part de la roca es pot observar a través d'una reixa que protegeix una obertura que hi ha en la part posterior de l'absis.
Se celebra la festa del sant el dilluns següent al de Pasqua, duent-se a terme aquest dia un romiatge que parteix de l'església parroquial de Sant Bertomeu Apòstol i arriba a l'ermita recorrent el conegut com “Camí vell”. S'oficia una solemne Eucaristia i després d'ella al poble es dispara una tradicional “mascletada”.